# سیارک ۳۰۷۵
سیارک ۳۰۷۵ (به انگلیسی: 3075 Bornmann، نامگذاری:1981EY15) سه هزار و هفتاد و پنجمین سیارک کشف شده‌است که در ۱ مارس ۱۹۸۱ کشف شد.
قدر مطلق سیارک برابر ۱۳٫۹۰ است.